# Titanik (film, 1997)
Titanik (v izvirniku angleško Titanic) je ameriški romantični dramski film iz leta 1997, ki ga je napisal in režiral James Cameron. Film govori o potopitvi ladje RMS Titanic, ki je veljala za nepotopljivo. V glavnih vlogah sta nastopila Kate Winslet in Leonardo DiCaprio kot Rose DeWitt Bukater in Jack Dawson, pripadnika različnih družbenih razredov, ki se na ladji na njeni prvi plovbi leta 1912 usodno zaljubita. Bill Paxton je upodobil Brocka Lovetta, lovca na zaklade, Gloria Stuart pa starejšo Rose, ki leta 1996 pripoveduje zgodbo. V filmu so igrali tudi Billy Zane kot Rosin zaročenec Caledon Hockley, Kathy Bates kot Margaret "Molly" Brown, Frances Fisher kot Rosina mati Ruth in Danny Nucci kot Jackov najboljši prijatelj Fabrizio De Rossi.
Cameronov navdih za film je izhajal iz njegove fascinacije z ladijskimi razbitinami; menil je, da bo to ljubezenska zgodba, prepletena s človeško izgubo, bistvena za prenos čustvenega vpliva nesreče. Snemanje filma se je začelo leta 1995, ko je Cameron posnel posnetke prave razbitine Titanica. Sodobni prizori na raziskovalnem plovilu so bili posneti na krovu Akademika Mstislava Keldysha, ki ga je Cameron uporabil kot bazo pri snemanju razbitine. Za ponovno ustvarjanje potopitve so uporabili modele lestvice, računalniško ustvarjene posnetke in rekonstrukcijo Titanica, zgrajenega v studiu Baja. Film je sofinanciral Paramount Pictures in 20th Century Fox;  prvi je vodil distribucijo v Severni Ameriki, drugi pa je film objavil na mednarodnem festivalu. To je bil takrat najdražji film, narejen v tistem času, s proizvodnim proračunom 200 milijonov dolarjev.
Ob izidu 19. decembra 1997 je Titanic dosegel pomemben kritični in komercialni uspeh.  Nominiran je bil za 14 oskarjev, od katerih je prejel 11, vključno z nagradami za najboljšo sliko in najboljšega režiserja, ki je vezala film Ben-Hur (1959) za največ oskarjev, ki jih je dobil en film. Z začetno svetovno bruto vrednostjo nad 1,84 milijarde dolarjev je bil Titanic prvi film, ki je dosegel milijardo dolarjev, in postal film z najvišjo bruto rastjo doslej, vse dokler ga leta 2010 ni presegel Cameronov film Avatar. Izšla je 3D različica filma Titanic 4. aprila 2012, v počastitev stoletnice potopitve, je zaslužil dodatnih 343,6 milijona dolarjev po vsem svetu, kar je film po vsem svetu potisnilo na 2,18 milijarde ameriških dolarjev, drugi film pa je povzročil skupno več kot 2 milijard dolarjev po vsem svetu (po avatarju). Leta 2017 je bil film ponovno objavljen ob svoji 20-letnici in je bil izbran za ohranjanje v ameriški nacionalni filmski register.

## Vsebina
Lovec na zaklade, znani Brock Lovett (Bill Paxton) in njegova ekipa leta 1996 med iskanjem ogrlice imenovane “Srce oceana” (angleško The Heart of the Ocean) najdejo sef na potopljeni ladji RMS Titanic. A v sefu ne najdejo diamanta, temveč čudovito risbo gole ženske, ki nosi Srce oceana na dan, ko se je Titanic potopil. Risba vzbudi zanimanje starejše Rose DeWitt Bukater (Gloria Stuart). Po tem ko vidi risbo, na dan prikliče spomine sedemnajstletne sebe, ki se je vkrcala na Titanic. Ko vidi posnetke potopljene ladje, začne pripovedovati zgodbo.
Glavna zgodba filma je postavljena v leto 1912, ko Titanic odpljuje na svojo prvo plovbo. Mlada Rose (Kate Winslet) se v Southamptonu s svojo materjo Ruth DeWitt Bukater (Frances Fisher) in zaročencem Calom (Caledonom) Hockleyem (Billy Zane) ter ostalimi potniki prvega razreda vkrca na ladjo. Medtem si umetnik in popotnik Jack Dawsom (Leonardo DiCaprio) ter njegov najboljši prijatelj Fabrizio De Rossi (Danny Nucci) pri pokru priigrata vozovnico za tretji razred.
Rose je nezadovoljna nad zaroko s Calom in se boji življenja, v katerem jo vsi kontrolirajo, zato hoče storiti samomor, a na srečo ji Jack prepreči, da bi skočila z zadnjega dela ladje. Med Rose in Jackom se nato splete tesno prijateljstvo. On ji pripoveduje zgodbe o svojih potovanjih, ona pa mu zaupa svoje sanje in želje. Njuno prijateljstvo se še poveča, ko skupaj zapustita večerjo v prvem razredu in odideta na veliko živahnejšo zabavo v tretjem razredu. Jack pove Rose, da bi rad bil z njo, a ga Rose zavrne zaradi svoje zaroke in pričakovanja svoje matere in drugih, vendar si kasneje premisli in ponudi svoje srce Jacku. Rose prosi Jacka, naj jo nariše golo s Srcem oceana okoli vratu. Nato oba pobegneta Calovemu slugi, ki ju zasleduje in se zatečeta v avtomobil v skladišču, kjer se prvič ljubita. Nato stečeta na krov, kjer Rose Jacku obljubi, da bo ob pristanku šla z njim. Na krovu sta oba priči, kako ladja trči v ledeno goro. Medtem Cal odkrije risbo, na kateri Rose pozira gola, zato se odloči, da se bo Jacku maščeval tako, da ga obtoži, da mu je ukradel Srce oceana. Zato disciplinski častnik Jacka z lisicami priklene v neko sobo v podpalubju.
Nato kapitan Smith in posadka ugotovijo, da je ladja od trka v ledeno goro močno poškodovana in se bo potopila v največ dveh urah zato vsem potnikom naročijo, naj si nadenejo rešilne pasove, gredo na palubo in v rešilne čolne (ki jih je premalo, zadostujejo za približno polovico vseh potnikov). Čeprav je Rose na začetku neodločena, kasneje zapusti Cala in možnost, da bi skupaj z materjo prišla na rešilni čoln ter se odloči poiskati in rešiti Jacka. Ko gre v poplavljeno podpalubje in najde Jacka priklenjenega, teče po pomoč. Vrne se s sekiro in uspe ji pretrgati lisice. Ko Jack in Rose prideta nazaj na glavno palubo, ljudje kričijo in tekajo naokoli, paniko in strah se voha v zraku. Rose prisilijo, da se vkrca na čoln, a skoči iz njega in z Jackom ostaneta skupaj. Ladja se začne vedno hitreje potapljati, zato Jack in Rose z preostalimi potniki stečeta na krmo, ki iz minute v minuto vedno bolj gleda iz vode. Medtem Jackov prijatelj Fabrizio v ledeno mrzli vodi poskuša priplavati do reševalnega čolna, vendar se nanj zruši sprednji dimnik in ga popolnoma zmečka. Ladja se nato kmalu prelomi na dvoje, se počasi potopi in ljudje kot mravlje popadejo v ledeno mrzlo vodo. Na tisoče se jih podhladi in jih umre. Le redki preživijo. Rose in Jack odplavata do kosa lesa v vodi, a je dovolj velik le za Rose. Jack v ledeno mrzli vodi kasneje zmrzne. Rose poljubi njegovo roko, potem pa pusti, da se potopi v globino oceana. Nato Rose reši bližnji čoln. Pozneje na kraj nesreče prispe RMS Carpathia, reši preživele potnike in jih odpelje v New York. Ko prispejo v New York se Rose možu, ki popisuje preživele predstavi kot Rose Dawson - Jackova žena.
Potem ostarela Rose dokonča zgodbo. Na ladji raziskovalcev vrže Srce oceana v morje - kamor spada, kasneje pa zaspi v svoji postelji. Za vedno. In sanja, da je z Jackom.

## Vloge
- Leonardo DiCaprio kot Jack Dawson
- Kate Winslet kot Rose DeWitt Bukater
- Billy Zane kot Caledon Hockley
- Frances Fisher kot Ruth DeWitt Bukater
- Kathy Battes kot Molly Brown
- Victor Garber kot ladijski konstruktor Thomas Andrews
- Bernard Hill kot kapitan Edward J. Smith
- Danny Nucci kot Fabrizzio De Rossi
- Jonathan Hyde kot J. Bruce Ismay
- David Warner kot Spicer Loveljoy
- Jason Barry kot Tomy Ryan
- Ewan Stewart kot prvi častnik William Murdoch
- Mark Lindsay Chapman kot glavni častnik Henry Tingle Wilde
- Jonatnah Phillips kot drugi častnik Charles Lightoller
- Kevin de la Noy kot tretji častnik Herbert Pitman
- Simon  Crane kot četrti častnik Joseph Boxhall
- Ioan Gruffudd kot peti častnik Harold Lowe
- Edward Fletcher kot šesti častnik James Moody
- Paul Brightwell kot ladijski krmar Robert Hichens
- Scott G. Anderson kot ladijski opazovalec Frederick Fleet
- Martin East kot ladijski opazovalec Reginald Lee
- Terry Forrestal kot glavni inženir Joseph Bell
- Gregory Cooke kot ladijski operater Jack Philliphs
- Craig Kelly kot Phillipsov pomočnik Harold Bride
- Eric Braeden kot John Jacob Astor IV
- Charlotte Chatton kot Astorjeva žena Madeliene Astor
- Michael Ensing kot Benjamin Guggenheim
- Lew Parter kot Isidor Straus
- Elsa Raven kot Ida Straus
- Bernard Fox kot Archibald Gracie IV.
- Martin Jarvis kot Sir Cosmo-Duff Gordon
- Rosalynd Ayres kot Lucy, Lady Duff-Gordon
- James Lancaster kot ladijski kaplan Thomas Byles
- Jonathan Evans-Jones kot violinist Wallace Hartley
- Liam Tuohy kot glavni kuhar in pek Charles Joughin
- Bill Paxton kot Brock Lovett
- Suzy Amis Cameron kot Calvert
- Lewis Abernathy kot Lewis Bodine
- Gloria Stuart kot starejša Rose

## Žanr
Film je nekakšna mešanica ljubezenskega in romantičnega žanra, čeprav so nekateri odlomki zelo akcijski (proti koncu, ko ladja tone) in nekateri tudi zelo žalostni. Film se lahko primerja s knjigo Romeo in Julija (Romeo and Juliet), čeprav na koncu ne umreta oba, temveč samo Jack.
Titanik je ameriška Kongresna knjižnica leta 2017 uvrstila v Narodni filmski register kot »kulturno, zgodovinsko ali estetsko pomemben film«.